# Pirâmide de Céstio
A Pirâmide de Céstio (em italiano: Piramide di Caio Cestio/Piramide Cestia) é uma pirâmide da Antiguidade em Roma, Itália, próxima à Porta São Paulo e ao Cemitério Protestante. Localiza-se em uma junção entre duas estradas antigas, a Via Ostiense e outra que corre a oeste do Rio Tibre ao longo da linha aproximada da moderna Via della Marmorata. Devido à sua incorporação às fortificações da cidade, é hoje uma das mais bem preservadas construções da Roma Antiga.

## Características
A pirâmide foi construída entre 18 e 12 a.C. como túmulo para Caio Céstio Epulão, um magistrado e membro de um dos quatro grandes corpos religiosos de Roma, os septênviros epulões (septemviri epulonum). É de concreto tijolado coberto com lajes de mármore branco sobre uma base de travertino, medindo 100 pés romanos (29,6 m) na base quadrada e 125 pés romanos (37 m) de altura.
No interior fica a câmara funerária, uma simples abóbada de berço retangular medindo 5,95 metros de comprimento, 4,10 m de largura e 4,80 m de altura. Quando foi (re)descoberto em 1660, a câmara foi encontrada decorada com afrescos, que foram gravadas por Pietro Santi Bartoli, mas apenas os vestígios destes permanecem. Não havia vestígios de qualquer outro conteúdo no sepulcro, que tinha sido saqueado na Antiguidade. O túmulo foi selado quando foi construído, sem entrada exterior; não é possível para os visitantes a acessar o interior, exceto com permissão especial normalmente só concedido aos estudiosos.

## História

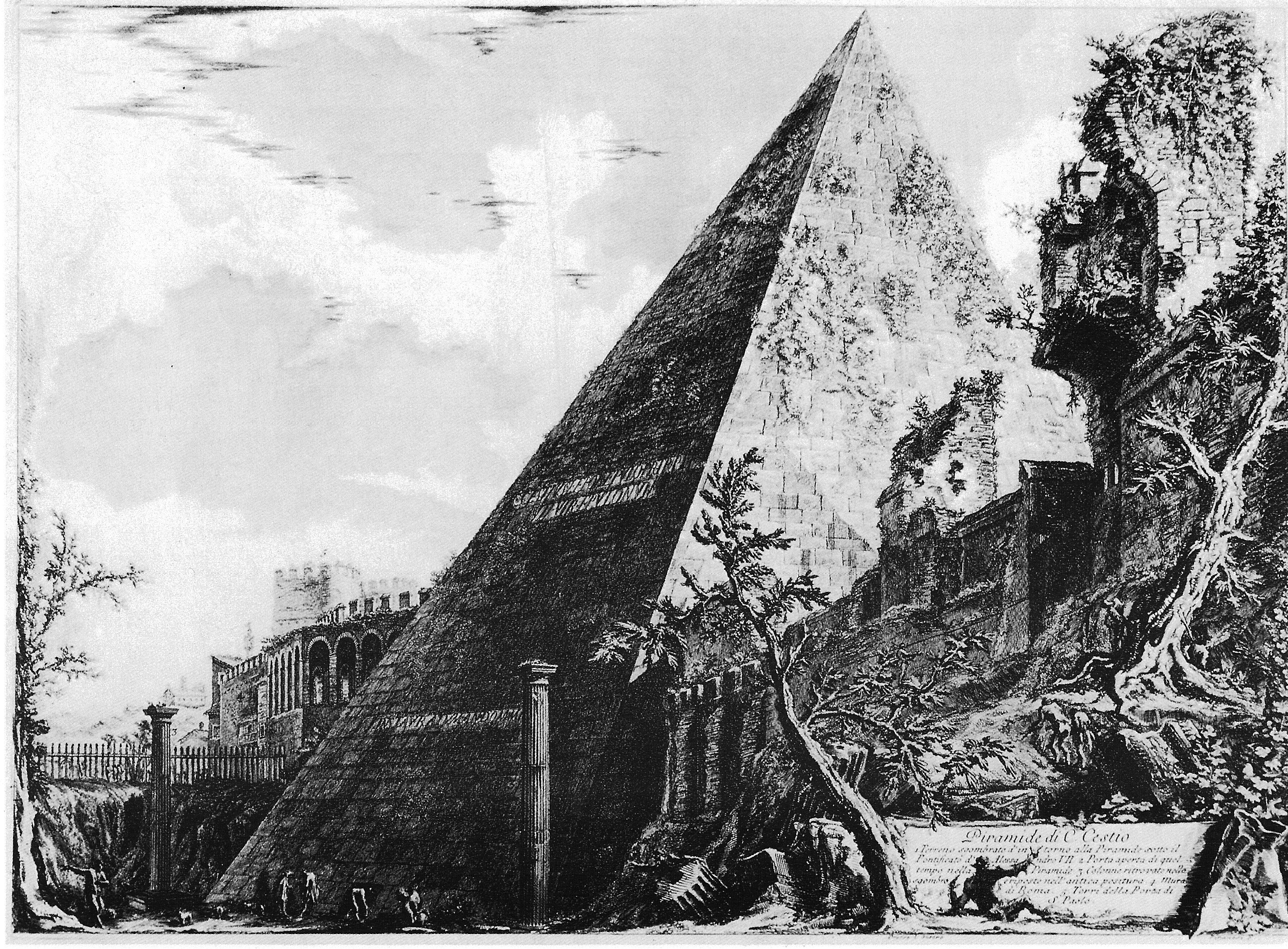
Pirâmide de Céstio por Giovanni Battista Piranesi (séc. XVIII).

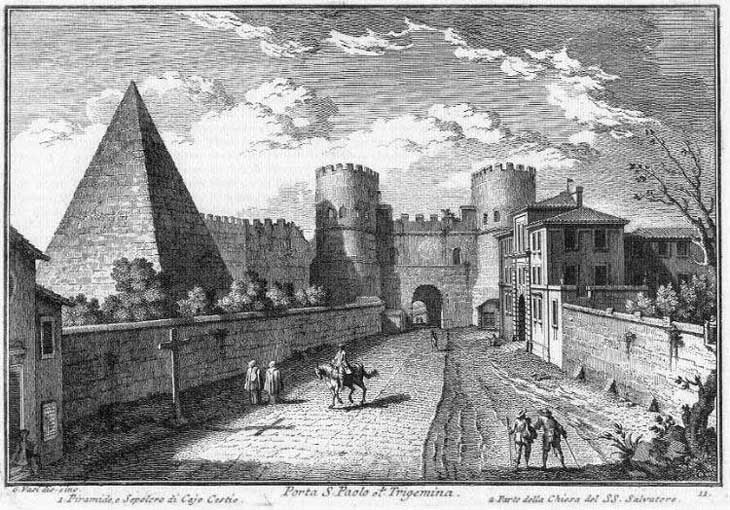
Pirâmide de Céstio e ambiente por Giuseppe Vasi (séc. XVIII).

A forma acentuadamente pontuda da pirâmide lembra muito o pirâmides núbias, em particular do reino de Meroé, que tinha sido atacada por Roma em 23 a.C. A semelhança sugere que Céstio possivelmente serviu nessa campanha e talvez tenha tida a intenção que a pirâmide servisse como uma comemoração. Sua pirâmide não era a única em Roma; um maior - a chamada "pirâmide de Rômulo" - de forma semelhante, mas origens desconhecidas ficava entre o Vaticano e o Mausoléu de Adriano mas foi demolida no século XVI. 
Alguns autores têm questionado se as pirâmides romanas foram modeladas nas pirâmides egípcias, de inclinação muito menos acentuada, como as famosas pirâmides de Gizé. No entanto, o tipo de pirâmide relativamente rasa de Gizé não foi utilizado exclusivamente pelos egípcios; pirâmides mais íngremes do tipo núbio foram favorecidas pela dinastia ptolomaica do Egito que findou com a conquista romana de 30 a.C.. De qualquer modo, a pirâmide foi construída durante um período em que Roma estava passando por uma moda de tudo que fosse egípcio, outro facto que parece notável é estar escrito que a pirâmide demorou menos de um ano a ser construída. O Circo Máximo foi adornado por Augusto com um obelisco egípcio, e pirâmides foram construídas em outras partes do Império Romano por volta dessa época; alguns suspeitavam que as pirâmides de Falicon perto de Nice na França tinham sido construídas por legionários romanos que seguiam um culto egípcio,   mas pesquisas mais recentes indicam que elas foram na verdade construídas entre 1803 e 1812.

### Tradição cristã
Uma crença popular ligava a pirâmide conhecida como Meta Romuli à Pirâmide de Céstio, conhecida como Meta Remi: as duas pirâmides seriam as sepulturas de Rômulo e Remo, os míticos fundadores da cidade. Tradicionalmente se acreditava que o local do martírio de São Pedro ficava no ponto médio entre as duas pirâmides e, por causa disto, os dois monumentos foram, por séculos, representados em diversas obras de arte sobre o martírio. A Pirâmide de Céstio aparece, por exemplo, no "Tríptico Stefaneschi", de Giotto, na Porta do Filarete da Basílica de São Pedro, no afresco da "Visão da Cruz" nos "Apartamentos de Rafael" e nos afrescos da Basílica de São Francisco de Assis, de Cimabue.

## Inscrições

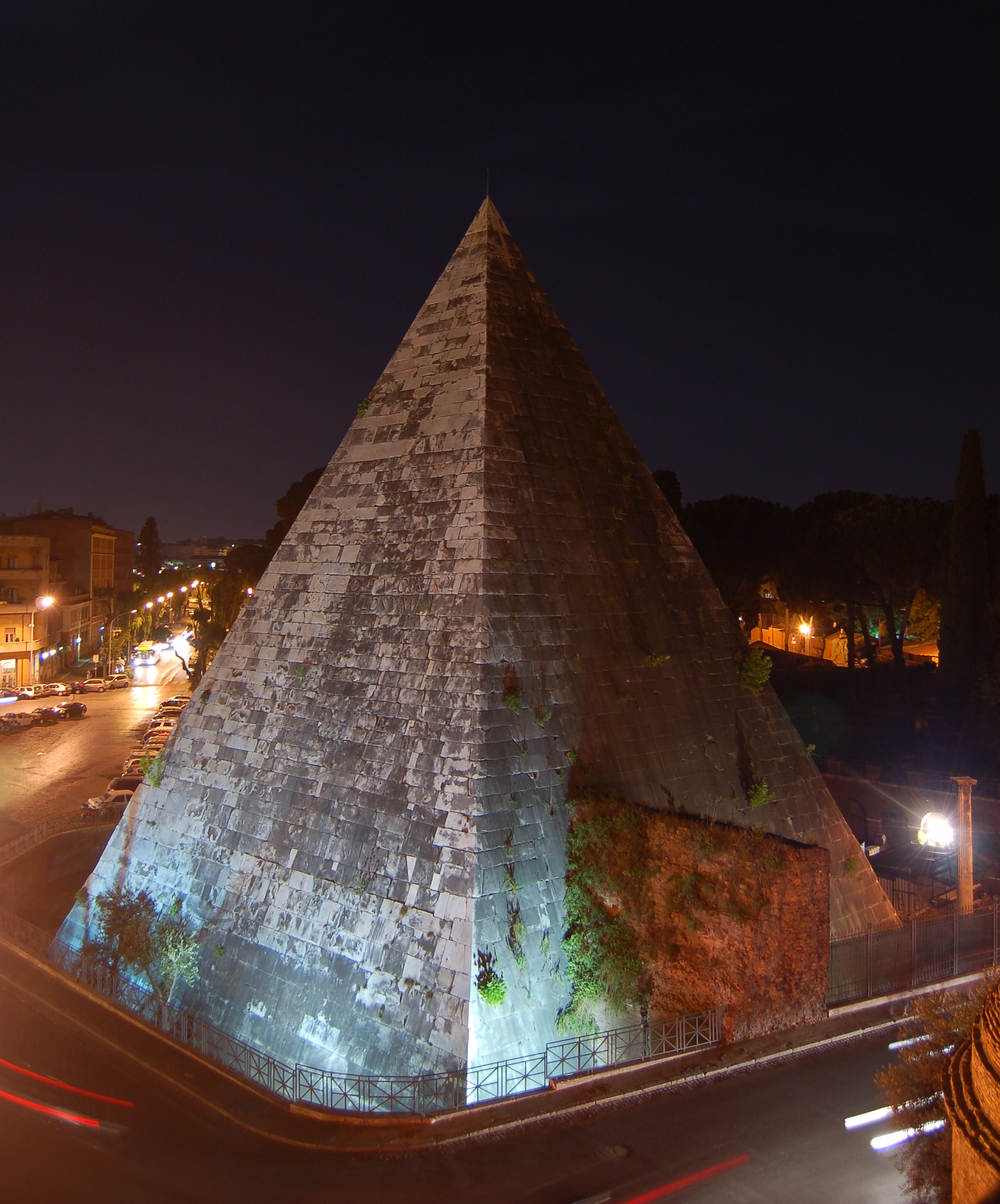
Visão noturna da Porta São Paulo

Uma inscrição dedicatória está esculpida nos flancos leste e oeste da pirâmide, de modo a ser visível de ambos os lados. Lê-se:
C · CESTIVS · L · F · POB · EPULO · PR · TR · PL
VII · VIR · EPOLONVM
Caio Céstio, filho de Lúcio, da gente Poblília, membro do Colégio dos Epulões, Pretor, Tribuno da plebe, septênviro epulão
Abaixo da inscrição do lado leste há uma segunda inscrição recordando as circunstâncias da construção da tumba. Lê-se:
OPVS · APSOLVTVM · EX · TESTAMENTO · DIEBVS · CCCXXX
ARBITRATV
PONTI · P · F · CLA · MELAE · HEREDIS · ET · POTHI · L
O trabalho foi completo, de acordo com o testamento, em 330 dias, por decisão do herdeiro [Lúcio] Ponto Mela, filho de Públio dos Cláudios, e Poto, liberto
Outra inscrição na face leste tem origens modernas, tendo sido gravado por ordens do Papa Alexandre VII em 1663. Lê-se INSTAVRATVM · AN · DOMINI · MDCLXIII, comemora os trabalhos de escavação e restauração na tumba e arredores entre 1660-62
Na época de sua construção, a Pirâmide de Céstio estava em campo aberto pois tumbas eram proibidas dentro dos muros da cidade. Roma cresceu enormemente durante o período imperial e por volta do séc. III a pirâmide teria sido cercada por construções. Ela originalmente ficou rodeada por uma mureta baixa, flanqueada por estátuas, colunas e outras tumbas. Duas bases de mármore foram encontradas perto da pirâmide durante as escavações cerca de 1660, completas com fragmentos das estátuas de bronze que ficavam originalmente em seus topos. As bases tinham uma inscrição recordada por Bartoli em uma gravação de 1967:

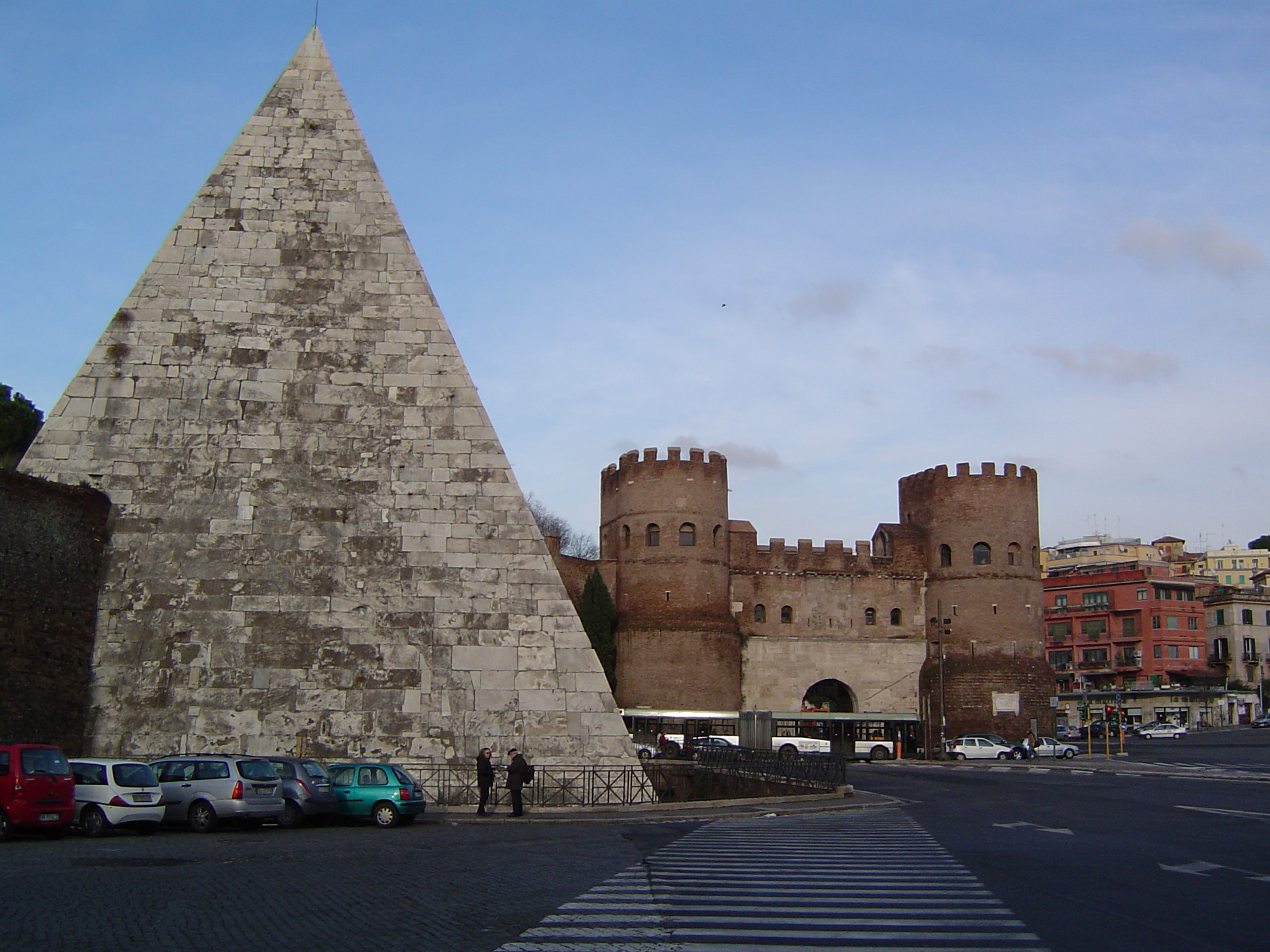
A pirâmide foi incorporada na Muralha Aureliana e é próxima à Porta São Paulo (na direita)

M · VALERIVS · MESSALLA · CORVINVS ·
P · RVTILIVS · LVPVS · L · IVNIVS · SILANVS ·
L · PONTIVS · MELA · D · MARIVS ·
NIGER · HEREDES · C · CESTI · ET ·
L · CESTIVS · QVAE · EX · PARTE · AD ·
EVM · FRATRIS · HEREDITAS ·
M · AGRIPPAE · MVNERE · PER ·
VENIT · EX · EA · PECVNIA · QVAM ·
PRO · SVIS · PARTIEVS · RECEPER ·
EX · VENDITIONE · ATTALICOR ·
QVAE · EIS · PER · EDICTVM ·
AEDILIS · IN · SEPVLCRVM ·
C · CESTI · EX · TESTAMENTO ·
EIVS · INFERRE · NON · LICVIT ·
Identifica os herdeiros de Céstio como Marco Valério Messala Corvino, um general famoso; Públio Rutílio Lupo, um orador cujo pai de mesmo nome havia sido cônsul em 90 a.C.; e Lúcio Júnio Silano, um membro da gente Júnia. Os herdeiros colocaram as bases e estátuas usando dinheiro da venda de roupas (attalici). Céstio tinha dito em seu testamento que roupas deveriam ser depositadas na tumba, mas esta prática havia sido proibida por um édito recente dos edis.